# 製造業に関する報告書 (ハミルトン)

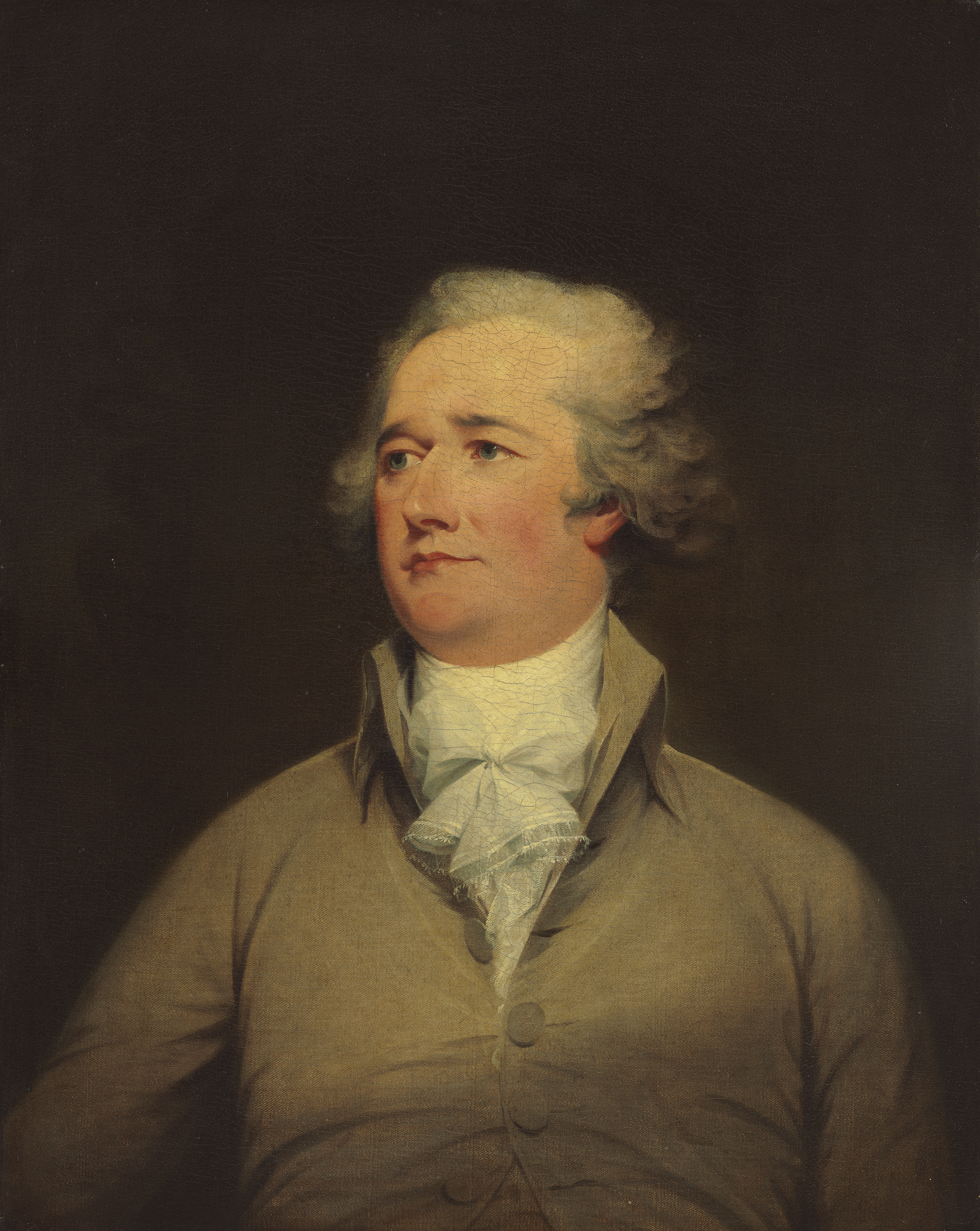
報告書を作成したアレクサンダー・ハミルトンの肖像画、ジョン・トランブル画、1792年

製造業に関する報告書（せいぞうぎょうにかんするほうこくしょ、英: Report on Manufactures）は、アメリカ合衆国建国の父であり初代アメリカ合衆国財務長官でもあるアレクサンダー・ハミルトンが、アメリカ合衆国議会の要請に応えて発行した3件の主要経済政策報告書のうち、三番目のものであり、代表作であると言うことができる。1791年12月5日に議会に提出され、新しい共和国の経済を活性化させ、1783年に終わったアメリカ独立戦争で勝ち取った国の独立を確かなものにする経済政策を推奨した。
ハミルトンの「製造業に関する報告書」は、イギリスのエリザベス1世時代の重商主義と、フランスのジャン＝バティスト・コルベールの施策の双方に根付く経済原則を打ち立てた。この「報告書」の基本概念は後に、ケンタッキー州選出のアメリカ合衆国上院議員ヘンリー・クレイとそのホイッグ党が提唱した「アメリカ・システム」に取り入れられた。前半生に「ヘンリー・クレイ関税ホイッグ」と自称していたエイブラハム・リンカーンは、この「報告書」で述べられ、さらにクレイの「アメリカ・システム」計画の礎石となった原則を、奴隷制度そのものとその拡張に対する反対と組み合わせ、新結成された共和党の原則とすることになった
ハミルトンの概念は経済学の「アメリカ学派」の基礎を形成することになった。

## 経済計画
ハミルトンは、アメリカ合衆国の独立を確かなものにするために、国の経済制度の恒久的な姿として、製造業の発展を奨励し、その未来を保証する健全な政策を持つ必要があると論じた。これらは製造業に対する補助金、適度の関税を適用する貿易の規制（輸入を抑えさせるのではなく、補助金でアメリカの製造業を支援するための収入をあげることが意図された）など政府の施策によって成し遂げられると主張した。これらの政策は製造業の成長を促進させるだけでなく、多様な雇用機会を提供し、若い国であるアメリカ合衆国に移民を増加させるものとされた。人口が増えれば農業を含め経済のあらゆる分野に技術と科学の適用機会も増やせると考えられた。

### 関税
ハミルトンは、適度の関税を適用すれば国の資金となる歳入を増やせると論じた。関税は、製造業に対する補助金などに資金を充てることで、国内（あるいは全国的な）製造業を奨励し、経済成長を促すことに使うことができると考えた。ハミルトンは関税を次の目的で使おうとした。
- まだ幼いアメリカの製造業が諸外国と競争できるようになるまで短期間保護する
- 連邦政府の支出を賄う歳入を得る
- 補助金によって直接製造業を支援する資金を得る

### 製造業に対する補助金
ハミルトンは、適度の関税によって得られる資金に依存することになる製造業に対する補助金があれば、物品の供給を減らしたり価格を上げたりすることなしに、製造業を成長させる最善の手段になると論じた。このような直接支援による奨励策はアメリカの企業に競争力を持たせ、国全体と共に独立性を高めるものとされた。補助金は次のような目的で使われることが考えられた。
- 国内の起業精神、革新および発明を奨励する
- 国内交易を盛んにするために道路や運河の建設を支援する
- 物品、特に防衛用資材を国内生産に頼ることで、新生間もないアメリカ合衆国を諸外国列強による支配から自立できる工業国にする

## 連邦議会による採択
ハミルトンの第三報告書は、その発行後に補助金によって製造業を支援する事に対する強い反対意見があったが、その大半が連邦議会によって採択された。反対した者達を含めて製造業の自立は望ましく必要であることは合意されたが、それを如何にして達成するかについては意見の不一致があった。トーマス・ジェファーソンの指導する民主共和党の反対意見は主に補助金に対するものであり、補助金が汚職に繋がる恐れがあり、新しい国家の他の地域よりも特定地域、すなわち農業の南部よりも製造業の盛んな北部を贔屓にしているというものだった。この南北の対立はその後経済政策が発表される度に何度も浮き彫りにされ、最終的には南北戦争の勃発に繋がっていった。
連邦議会は製造業に対する補助金を除いてハミルトン報告書のほぼ全体を採択した。議会は製造業を奨励するために関税率を上げ、輸入を制限する方向を選んだ。このことで、ハミルトンの適度の関税政策に不満だった多くの製造業経営者は、ハミルトンの連邦党から民主共和党支持に鞍替えすることに繋がっていった。

## 報告書に対する反対
ハミルトンの経済政策に反対した者達の指導的存在はトーマス・ジェファーソンとジェームズ・マディソンであり、結党されたばかりの民主共和党の大半と共に製造業に対する補助金を使うことに反対した。製造業を発展させるためには、補助金の代わりに高率関税と輸入制限を主張した。これは国内市場の保護を望んでいた製造業者そのものから好意的に迎えられた。ジェファーソンは当初農夫による農本経済を提唱していたが、その後の年月を経てハミルトンが当初描いた概念の多くを取り入れるように変化していった。